# Vakarel Saddle
Der Vakarel Saddle (englisch; bulgarisch Вакарелска седловина Wakarelska sedlowina) ist ein 1800 m hoher Bergsattel auf Smith Island im Archipel der Südlichen Shetlandinseln. Er ist der höchste Bergsattel der Imeon Range und liegt zwischen dem Antim Peak im Ostnordosten mit dem Evlogi Peak im Südwesten.
Bulgarische Wissenschaftler kartierten ihn 2009. Die bulgarische Kommission für Antarktische Geographische Namen benannte ihn bereits 2006 nach der Ortschaft Wakarel im Westen Bulgariens.